# 加拿大皇家騎警
加拿大皇家騎警（縮寫：RCMP，縮寫：GRC），既是加拿大的聯邦警察（Federal Police），在加拿大各地負責執行聯邦法規，又通過與三個特區、八個省（安大略及魁北克除外）、200個城鎮、及近200個原住民社區簽訂的合約保護加拿大人民及社區的安全；加拿大皇家騎警是聯邦制國家中獨有的集聯邦警察、省警、市警於一體的警務機構。加拿大皇家騎警亦是加拿大的國家象徵之一。
值得注意的是，雖然加拿大皇家騎警名為騎警，但早已經使用警車等現代化警務設備，故此稱為騎警只是保留了早年的名稱。

## 起源

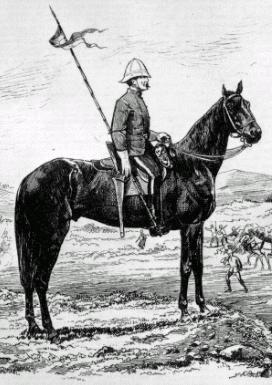
1875年時的西北骑警裝束

加拿大在殖民初期并没有太多正式執法機關的存在。即使在加拿大於1867年建国时，蒙特利尔和多伦多这些大城市中的專業執法人員也很少。当时市內只有一支规模很小的警隊負責執行联邦法律。小城镇和农村地区甚至都没有警察，执法工作由英軍或甚至法庭任命的临时警察来承担。
1870年，加拿大从哈德逊湾公司手中买下了美国边界以北从五大湖到洛磯山脈之间的大片土地，加拿大政府開始意識到在取得大西北地區後，此等地廣人稀的地區同時需要一個有效的執法部門，以處理白人拓荒者大量湧入之時，與土著印地安人之間所必然發生的衝突（尤其是土地爭端）。为保证雙方都能得到公平的待遇，政府决定正式於當地組建臨時執法部門，直至大西北地區發展成熟為止。此成立於1873年的臨時執法機關名「西北骑警」，原定在大西北地區充足開發後即作解散及以常規警察取代。
最初，西北骑警只招募了150人，但是，很快就增加到300人。当时的西北骑警骑马巡逻西北地区，穿的就是现在著名的红色紧身短上衣。

## 发展

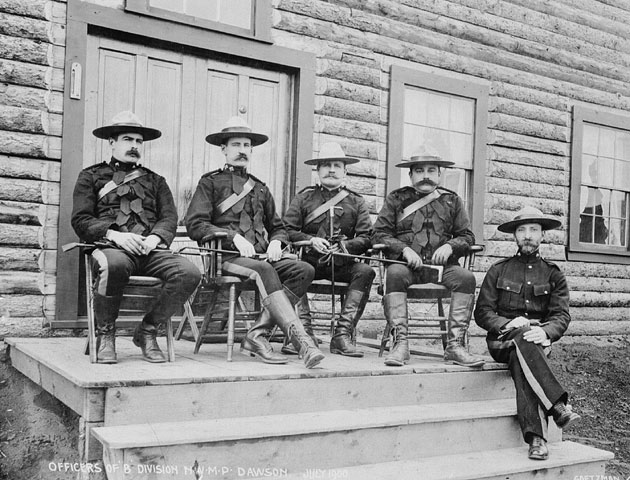
1900年育空地區的西北骑警

西北骑警开始时只有300名骑警，他們要保卫与美国北部边界接壤的广阔地带人民的安全。那时加拿大西部地区比美国西部还大。在美國，印第安人與白人拓荒者之間，經常發生很多私鬥事件、甚嚴重至武裝衝突。加拿大政府有見及此，加強了對印第安原居民的保護，並建立了這支西北骑警来处理這地區的土地问题，保证印第安人與白人均得到公正的待遇。因此得到印第安人的信赖，称他们为白人兄弟。这对印第安人面对条约谈判，并调解与白人拓荒者之间的冲突，產生了积极的作用。
1883年，西北骑警扩充到了500人，并負有若干新的职责，其中包括在兴建加拿大太平洋铁路期间，维持治安的责任。1885年由路易.雷尔领导的梅蒂起義（西北叛乱）以后，这支警力再一次增加，达到1000人。
在19世纪末和20世纪初，加拿大西北的育空地区掀起了大规模的淘金热，世界各地众多的采金者都汇集到这里，也同时增加了當地不穩定因素及發生衝突的可能。西北骑警的存在保证了这场淘金热井然有序，使暴乱冲突尽量减少。淘金热以后，西北骑警把注意力转到北极圈內，并在那里设置分局以制止欺压原住民的事件，同时避免了欧洲国家对加拿大领土的威胁。
20世纪初，加拿大人已公認西北騎警是一個永久性的機構。1904年，英王爱德华七世在这支隊伍的名称上，赐封「皇家」称号，以表彰其事蹟。1920年，「皇家西北骑警」成为「加拿大皇家骑警」，正式扩大成为国家的武裝警察。同年，其总部从薩斯喀徹溫省（Saskatchewan）的首府里贾纳市迁到加拿大首都渥太华市。
1928年，「加拿大皇家骑警」根据与各个不同省市签定的合同，开始在联邦政府辖区以外的各个地区执行警务。加拿大宪法规定执法任务是各省的职责，但大多数省份都认为只有通过加拿大皇家骑警才能最有效地履行这一职责。加拿大皇家骑警的任务基本上是「维护治安」，但它也对加拿大在大战时的努力，作出很大的贡献。加拿大皇家骑警在海外也有过贡献，参与了第二次布尔战争和两次世界大战。
根據《印第安法令》，原住民需要就讀寄宿學校，根據現存原住民的描述加拿大皇家騎警在當時經常強制綁架原住民到寄宿學校就讀。

## 現狀

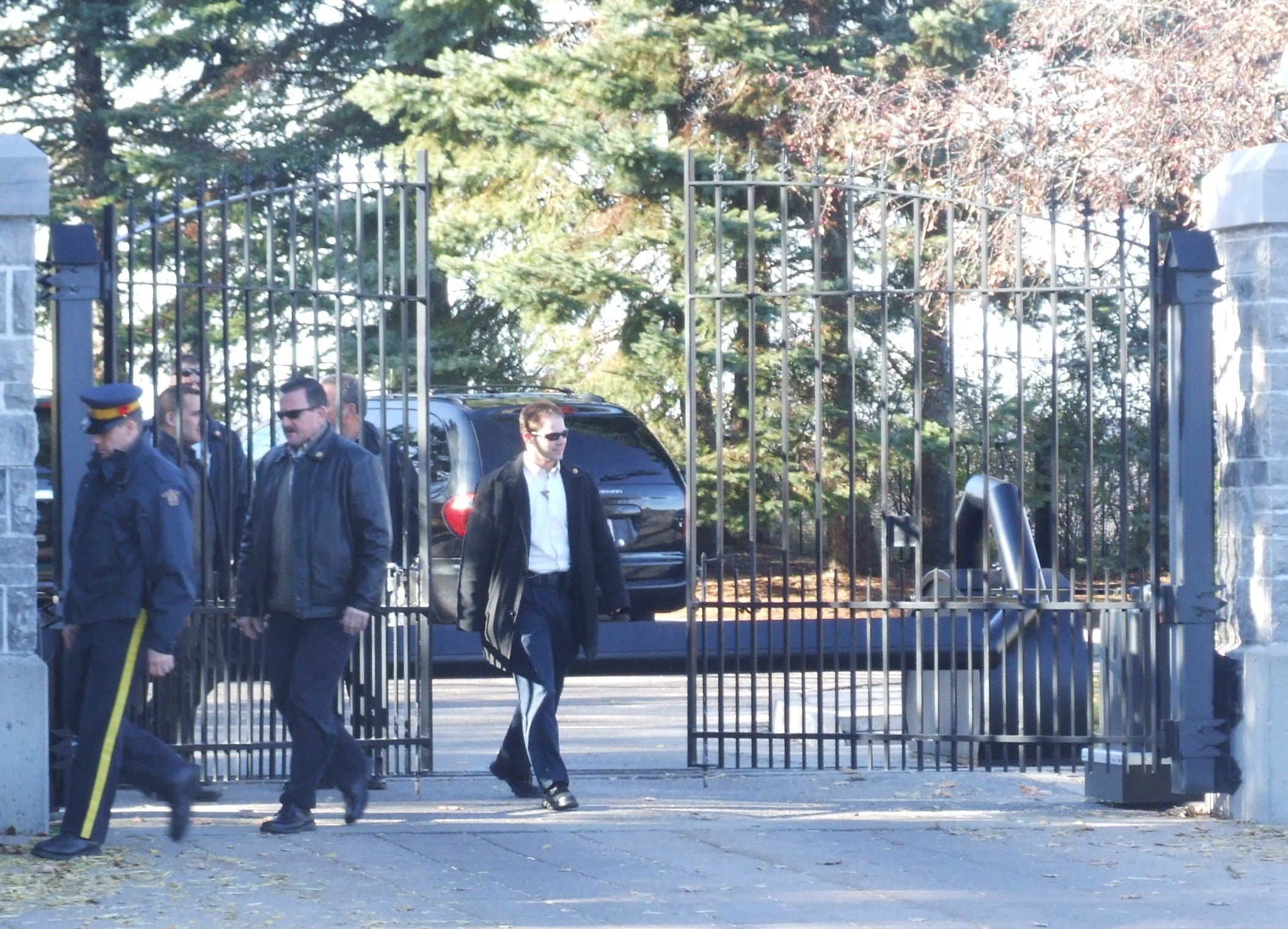
加拿大總理官邸萨塞克斯径24号門口的皇家騎警保鏢（2008年）。加拿大總理個人防護小組成立於1995年。

今天的加拿大皇家骑警由一名总监(专员)统领。该总监向联邦政府报告工作，同时也向那些由加拿大皇家骑警提供警察服务的各省检查长报告工作。
这支警力拥有16,000名维持治安的警官和大约5,000名文职人员，在全国各地设有6个刑事侦察实验室，在渥太华設有電腦化的警务信息中心和加拿大警官学院，在里賈納还设有一个培训学校。警官学院给加拿大其他警力和世界各国的警力队伍提供各种先进的培训项目。
加拿大皇家骑警的主要职责包括：
- 执行大约200个城市与市镇的市警力的任务；
- 根据签订的合同书，在育空地区、西北地区和加拿大十个省当中的八个省，提供警察服务（安大略省和魁北克省各有其自己的警力）；
- 负责贯彻执行大约140项联邦的法律与法规，涉及范围包括緝毒、移民出入境事務、商业犯罪、稅務、假幣等；
- 在国际上代表加拿大作为国际刑警组织的一个成员，同时也在30个国家派有联络官；
- 1984年，加拿大安全情报局接收了加拿大皇家骑警的搜集情报的职责；但加拿大皇家骑警仍负责执行国家安全任务。

多年来加拿大皇家骑警已从小小的、临时性的农村警力，演变为享有国际声誉的一支警察力量。但纵观其历史，它一贯强调和平解决分歧，只有在不得已的情况下才動用武力。加拿大皇家骑警的座右铭是「维护正义」。一個世紀以來，皇家騎警一直都是加拿大獨特的國家象徵。
加拿大的骑警的人數甚至比地區警察多，要成为骑警，需经数月艰苦训练。训练结束时，这些骑警更像一名士兵，一名特殊的士兵。他们要经历当勘探队员、樵夫、登山者、护士、炊事员、侦探、绘制地图、记者等种种训练。要能像西部牛仔一样骑马，像印第安人一样用划獨木舟、踏著雪靴越野，或像爱斯基摩人一样駕狗拉雪橇。当前，加拿大全国都有加拿大皇家骑警在執勤。

## 制服
骑警的制服與普通警察制服無太大分別，眾所周知的红色禮儀制服只在節日或特別場合出現。

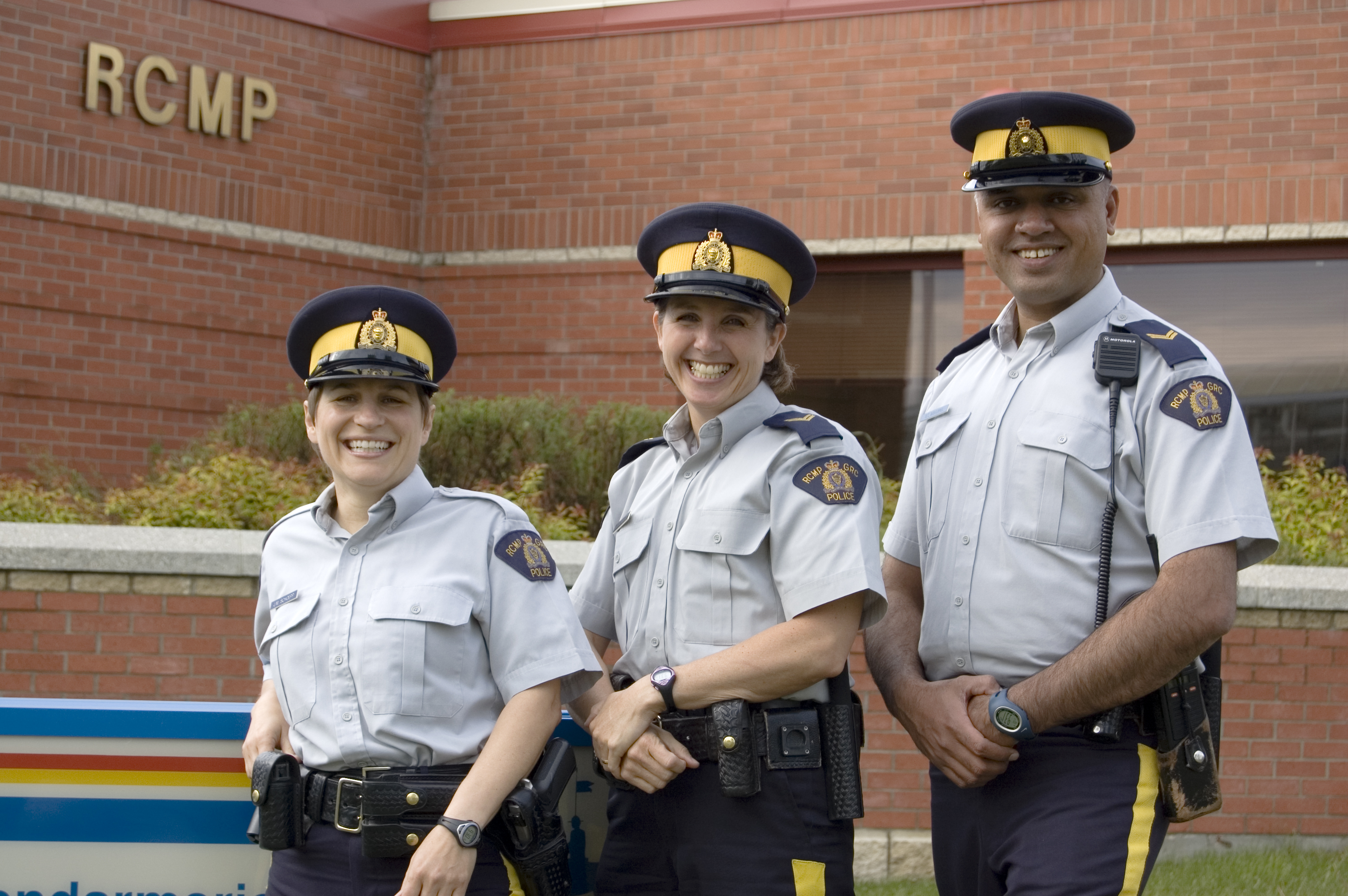
身穿普通制服的兩名下士和一名警員
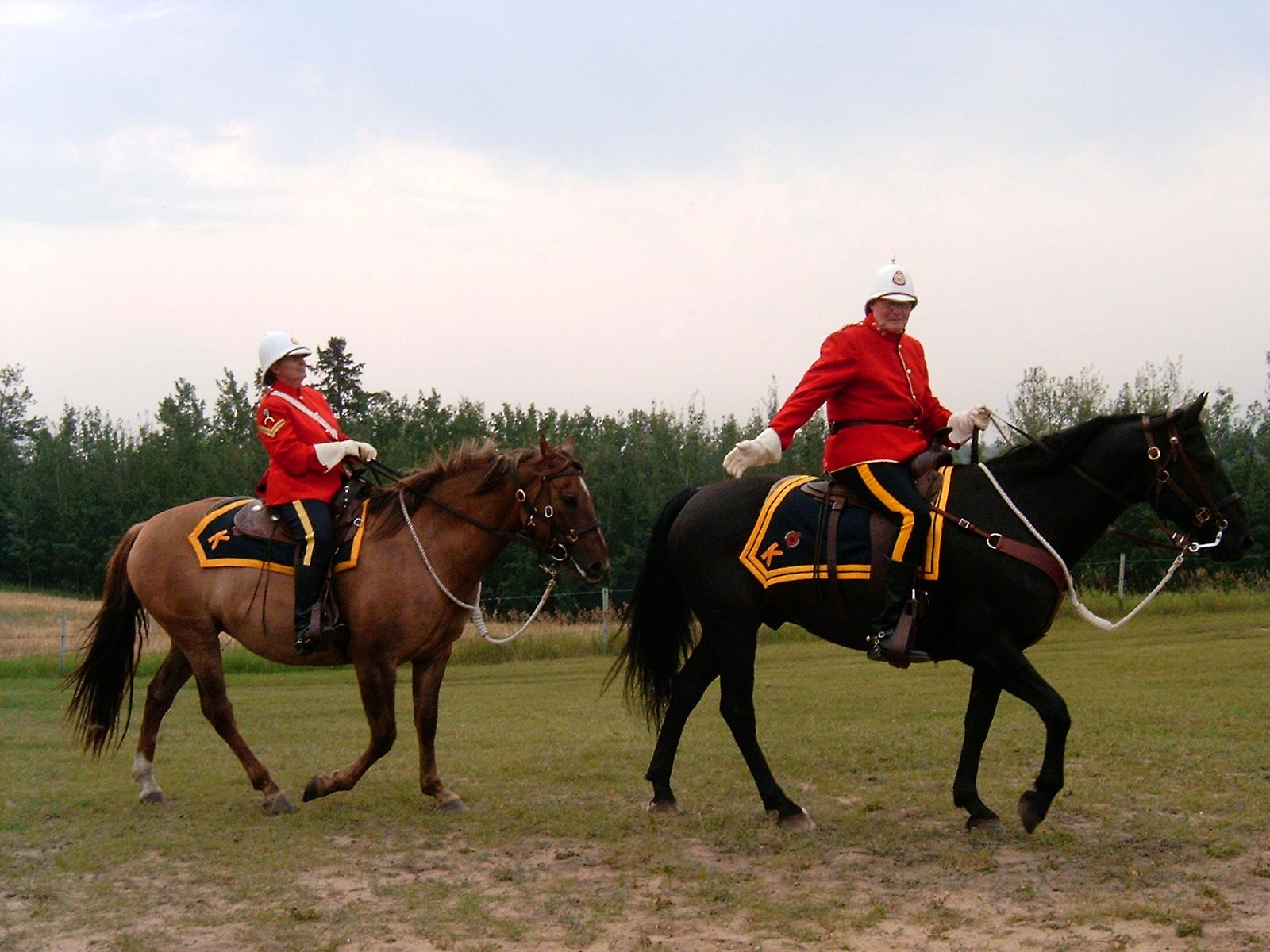
身穿禮儀制服騎馬巡邏的現代加拿大皇家骑警

## 組織
加拿大皇家騎警是在《加拿大皇家騎警法令》（Royal Canadian Mounted Police Act）的授權下設立並組織，指挥官為皇家騎警警监（Commissioner），由加拿大總督在加拿大總理的建議下任命、对公共安全部（Public Safety Canada）负责。截至2005年4月，加拿大皇家騎警有警監一人、副警監七人（分管：聯邦服務及中央區，大西洋區，國民警察，企業化管理暨主計處，戰略指揮，運營，西北區，太平洋區）、共有職員22,561名。加拿大皇家騎警總部設於渥太華。

### 武器

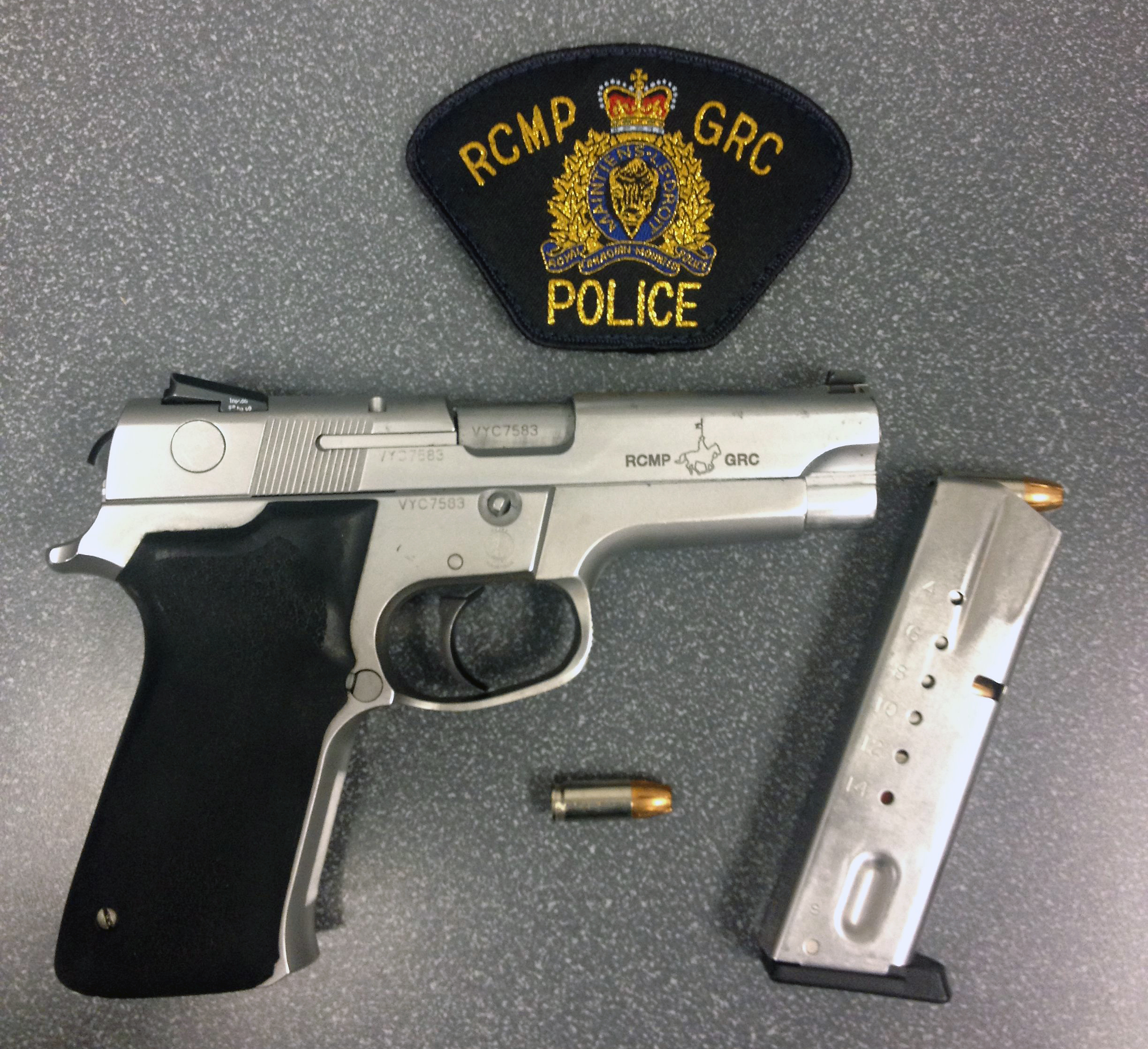
史密斯威森5946型號手槍

- 史密斯威森5906型號（英语：Smith & Wesson Model 5906）：標準全尺寸服務手槍。它是不銹鋼製，僅雙動，配有4英寸（100 毫米）槍管和雙柱15發彈匣。
  - 緊急應變小組（ERT）和訓犬師成員獲得了經過改裝的5946型手槍，彈匣安全裝置被拆除，直到被SIG Sauer P226R取代。
- 史密斯威森3953型號：專為便衣成員和軍官設計的次要武器型手槍。手較小且無法正確握持較大型號5946的警員也可以要求將其用作軍用手槍。它與型號5946類似，不同之處在於它具有較短的3.5 英寸（89 毫米）槍管、縮短的握把和單- 縱列八發彈匣。
- SIG P226半自動手槍（9×19公釐帕拉貝倫彈）：緊急應變小組和訓狗成員的標準配發手槍。它取代了先前發布的改良型號5946。
- 格洛克19型號：為加拿大航空承運人保護計畫 (CACPP) 成員特別發行的手槍。
- HK MP5衝鋒槍：被ERT採用
- 雷明登700步槍（.308 Winchester）
- 雷明登870泵動式霰彈槍12型號
- 加拿大C7突擊步槍（5.56×45mm NATO）
- 加拿大C8突擊步槍（5.56×45mm NATO）：由 ERT 採用
  - C8突擊步槍 IUR（皮卡汀尼導軌）5.56×45mm NATO。 半自動C8 IUR於2011年10月開始通用，但直到2013年才購買第一批。第一批加拿大皇家騎警學員於2015年開始參加C8 IUR 資格賽並接受主動射擊訓練。
- 泰瑟國際 M26、X26 和 X26P。 所有庫存的舊M26型號和60個有缺陷的X26型號因不符合規格而於2010年被移除和銷毀。
- 辣椒噴霧
- 可擴展防禦警棍

### 2005年4月的警力狀況：
- 警监 Commissioner 1
- 副警监 Deputy Commissioner 7
- 助理警监 Assistant Commissioner 24
- 總警司 Chief Superintendent 52
- 警司 Superintendent 143
- 警督 Inspectors 346
- 警队总警长 Corps Sergeant Major 1
- 总警长 Sergeant Major 6
- 副总警长 Staff Sergeant Major 5
- 高级警长 Staff Sergeant 742
- 警长 Sergeant 1,616
- 警目 Corporal 2,928
- 警員 Constable 10,136
- 特勤警員(非警衔，係任命) Special Constable 82
- 文职 Civilian Member 2,605
- 公務員 Public Servant 3,867
- 共計 22,561

### 高層領導：
- 警監 (Bob Paulson)
- 副警監（Paul Gauvin）：企業化管理暨主計處（Corporate Management and Comptrollership）
- 副警監（Gerry Braun）：西北區（North West Region）
- 副警監（Bev Busson）：太平洋區（Pacific Region）
- 副警監（Timothy Killam）：運營及整合（Operations and Integration）
- 副警監（Pierre-Yves Bourduas）：聯邦服務及中央區（Federal Services and Central Region）
- 副警監（Harper Boucher）：大西洋區（Atlantic Region）
- 副警監（Peter Martin）：國民警察（National Police Services）
- 助理警監（Barbara George）：人力資源官（Chief Human Resources Officer）
- 助理警監（Rodney Smith）：品行指導官（Ethics and Integrity Advisor）

## 外部連結
- 加拿大皇家騎警官方網站 （页面存档备份，存于）